# Салеп (напитак)
Салеп је напитак које се добија сушењем и млевењем кртола истоимене орхидеје (салеп). Овај напитак је веома популаран у Турској одакле се раширио по Блиском истоку, Балкану и неким деловима Европе.